# Adromischus umbraticola
Adromischus umbraticola är en fetbladsväxtart. Adromischus umbraticola ingår i släktet Adromischus och familjen fetbladsväxter.

## Underarter
Arten delas in i följande underarter:
- A. u. ramosa
- A. u. umbraticola